# Шароварщина

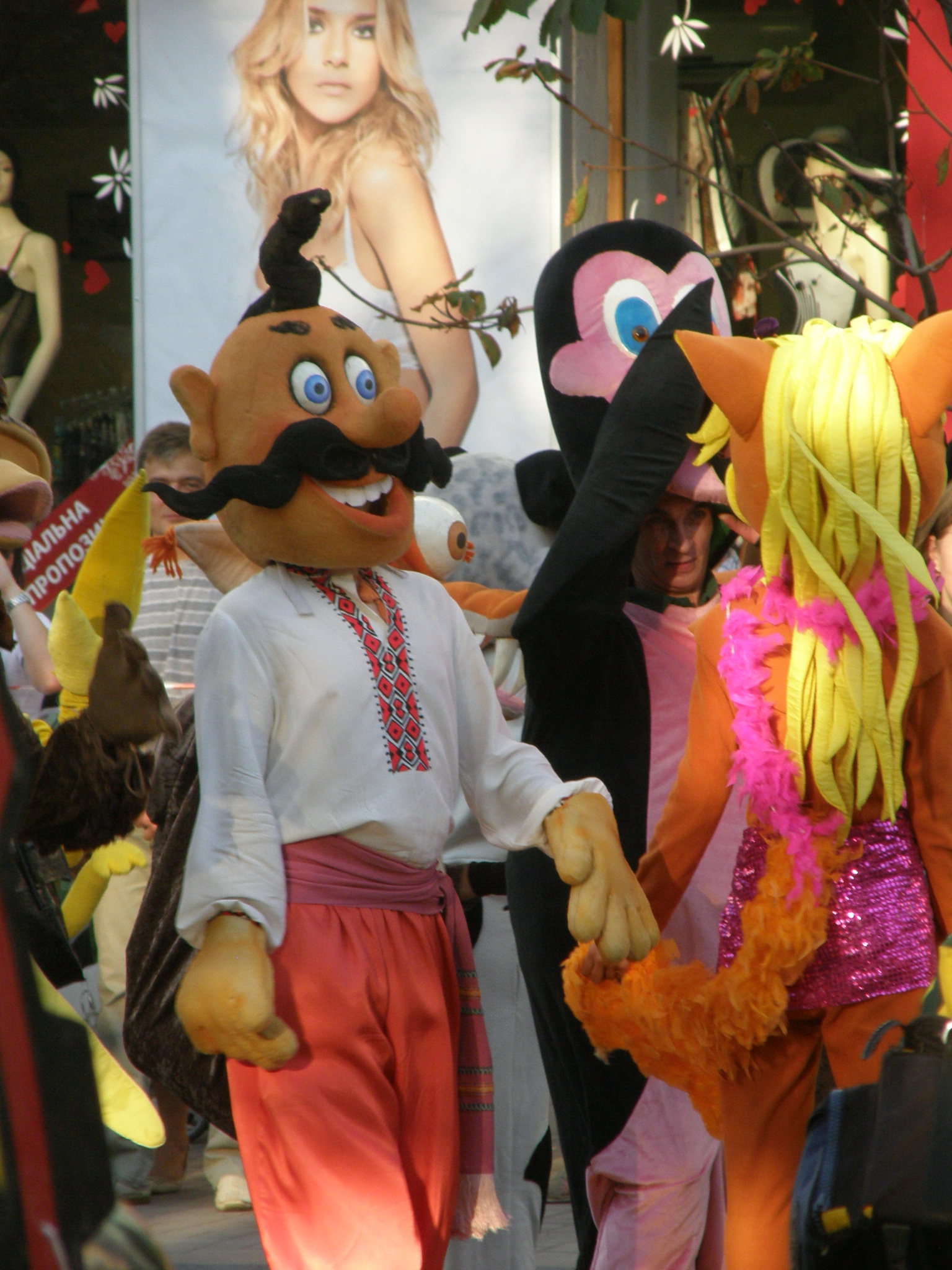
Ростовая кукла стереотипного запорожского казака на карнавале в честь дня города Донецка, 2010 г.

Шароварщина (укр. шароварщина, шароварництво, шароварство) — журналистский термин, употребляемый на Украине для обозначения поверхностного, упрощённого и стереотипного изображения украинской культуры, отчасти близкий термину «развесистая клюква».

## История и этимология
Ориентировочно данный термин появился в 1990-х годах после распада СССР и получением Украины независимости, хотя, по всей видимости, он сформировался и закрепился в советском (а затем и постсоветском культурном пространстве) начиная с 1970—1980-х гг.
Точная история появления данного термина неизвестна. Юлия Олийнык, директор издательства «Темпора», считает, что своим названием он обязан собственно шароварам — неотъемлемому атрибуту украинского народного костюма. Олийнык считает, что шаровары как предмет одежды наслоился на всю украинскую культуру в целом, затмив все остальные её составляющие, и вкупе с узким восприятием украинской культуры, приобрёл карикатурный, водевильный вид. Однако Тарас Грымалюк, директор арт-агентства «Арт-Велес» упоминает, что существует мнение о происхождении слова от фамилии советского украинского режиссёра массовых мероприятий и художественного руководителя Всеукраинского государственного центра фестивалей и концертных программ Бориса Шарварко, активно участвовавшего в распространении данного явления и псевдофольклора в целом. Аналогичного мнения придерживается и политик Николай Томенко. Культуролог, писатель и исследователь киевской старины Анатолий Макаров предполагал, что несмотря на то, что данный термин, равно как и производное от него «шароварники» является продуктом сегодняшнего дня, само явление шароварщины возникло в XIX веке. Тогда старых украинцев-малороссов, проживавших в Киеве, но одевавшихся в народные костюмы, негативно реагировавших на нововведения так и со Запада, так и из центра и придерживавшихся народных, преимущественно сельских обычаев, называли «галушниками». Во времена худших гонений на украинскую культуру со стороны правительства галушники играли важную роль в её сохранении, однако когда гонения смягчались или прекращались, от галушников было больше вреда, чем пользы: они «устраивали овации на спектаклях полубалаганных групп, выдававших базарные фарсы за украинскую национальную драматургию».
Приверженцы националистических взглядов считают, что шароварщина активно насаждалась в УССР с 1930-х годов в рамках советской культурной политики для проведения унификации народов СССР, сведения украинской культуры на маргинес и демонстрации «её места» среди культур других советских народов, и дабы украинцы «чувствовали стыд за свою культуру», хотя советская идиоматика продолжает присутствовать в народных ансамблях и до сегодняшнего дня. Журналист Роман Кабачий выдвигает версию, что термин «шароварщина» появился среди украинских интеллектуалов после 1930 года и т. н. «расстрела кобзарей», на самом деле никогда не имевшем место. Грымалюк считает, что данная тенденция восходит ещё к дореволюционным временам. Это подтверждает и народный мастер Украины и исследовательница украинского узора Тамара Трацевич:

Да, как во времена Российской империи, так и во времена СССР проводилась политика создания геополитической нации путем минимизации ощущения этнокультурного отличия у субъектов мегаблока. Ради этого не только культивировался единый язык межнационального общения — русский, но и создавались условия, при которых национальные культуры должны были ощущать себя экзотическим прошлым.
<…>
Например, «псевдофольклорные» коллективы, начиная от сельского клуба и заканчивая коллективами, которые финансировались государством, пропагандировали эстетику поверхностную и смехотворную. Образ казака в шароварах и с приклеенными усами становился кукольным, театрализованным и бутафорским. У него всегда был глуповатый вид и неловкие движения. Настоящие народные песни со сложным, глубоким содержанием заменялись соответствующим репертуаром: о куме, варениках и тому подобное.

Фирменными чертами спектаклей на дореволюционной украинской сцене стали инсценировки песен и создание хореографических композиций на основе народнопесенного материала. На авансцену прежде всего выдвигались песенные образцы поздней традиции, в частности, самым популярным танцем стал гопак. Впоследствии данную тенденцию подхватили многочисленные шоу-группы, подвергавшиеся многочисленной критике со стороны корифеев украинского театра. Известный актёр Михаил Садовский писал, что гопак танцевали по десять пар танцоров, на которых было «такое одеяние, которого никто никогда не видел и которое нашему народу никогда не снилось — вплоть до белых сапог на женщинах, юбки по колено, а ожерелье <…> свисало на женщине ниже пояса». В то время подобное явление называлось «малороссийщиной», оно предусматривало вульгаризацию всего театрального действия:

Костюм — величезний вінок на голові з безліччю стьожок, буси замість намиста, півпуда стеклярусу, нашитого на вбрання, все це не мало нічого спільного з тим народним костюмом, який ми завжди можемо бачити, чи то на селі, чи в кожному першому-ліпшому музеї. Танок, не танок, а циркова акробатика. Пісня, не пісня, а один крик, галасування та вигуки.

## Характеристики
Как правило, шароварщина представляет из себя изображение и активное использование распространённых стереотипных образов об Украине, вроде сала, чуба, вареников, гопака, вышиванки, соломенной шляпы-брыля, «чэрвоной» калины или хаты-мазанки с соломенной крышей и «садочка вышнэвого коло» неё. Таким образом, Украина преподносится как некое подобие Хоббитании, где проживает смешной народец, забавно одевающийся и говорящей на не менее забавном языке. Как правило, произведения, относимые к шаровращине, обращаются к сельской и казацкой тематике. Данные образы, по мнению поэта Юрия Издрыка, характерны для всех народов мира, в том числе и русских, и представляют из себя культурно-идентификационные коды, составляющие значительную часть репрезентации нации для всего остального мира.
Для шароварщины образы непосредственно украинцев представлены следующим образом: мужчина-украинец — это толстый, вечно пьяный казак с чубом и широких ярких шароварах (как правило, синего или красного цвета), подпоясанных кушаком, за которым может прятаться бутылка самогона; женщина — пышногрудая «жинка» в пёстрой сорочке и с венком на голове.
Главной составляющей шароварщины является народная музыка. Для шароварщины в музыке характерны массовость (вместо нескольких человек, исполняющих песню, как в настоящей украинской народной музыке, присутствует хор из одной или нескольких сотен человек с дирижёром, в то время как в настоящей народной традиции запев солиста короткий и, как правило, состоящий из первой строки куплета); гибридизация народной манеры пения, делающей акцент на туловище и грудной академичной; гармонизация и голосоведение в качестве признаков академической хоровой традиции; использование в качестве аккомпанемента как и народных (хроматическая/концертная бандура, кобза, сопилка, цимбалы, баян), так и академических инструментов (струнные и деревянные духовые музыкальные инструменты) и строго выстроенная композиция, нетипичная для аутентичного исполнения. Такие деформации фольклора обусловлены требованиями сцены, которая диктует свои правила относительно выразительности и акустики большого зала (к примеру, сорокаминутное исполнение думы солистом выглядит менее зрелищно, чем представление народного хора). Таким образом, отсюда проистекает помпезность и яркость, нехарактерная для аутентичной культуры. К песням, которые, как считается, исполняют коллективы, распространяющие шароварщину относятся не песни с глубоким содержанием, а более простые — про кума, парубков, дивчин и т.д. Как правило, жанровые ограничения довольно жёсткие — допустимы шуточные, лирические и исторические песни без региональной привязки. Используются песни как и поистине народные, так и авторские. Исполняемые народные танцы, являющиеся плодами авторской хореографии, обработаны до такой степени, что имеют мало чего общего с бытующими в естественной среде — на селе.
Помимо фольклора, шароварщина распространяется и на кино (одним из ярких проявлений шароварщины в советском послевоенном кинематографе называют фильмы-спектакли «В степях Украины» 1952 года режиссёра Гната Юры и «Фараоны» Исаака Шмарука 1964 года, последний был спародирован в фильме «Прощайте, фараоны!» 1974 года), литературу, театр и эстраду. Влиянию шароварщиины подвержены рестораны украинской кухни, в последнее время теряющие популярность (в том числе и из-за COVID-19), и на смену которым на Украине приходят рестораны с народной осовремененной, фьюжн-кухней. Сергей Шаменков, художник-иллюстратор военно-исторических журналов из Одессы, занимающийся реконструкцией одежды запорожских казаков употребляет термин «шароварщина» в контексте клишированного изображения запорожцев, для которого, в частности, и характерны широкие красные шаровары (на самом деле, шаровары появились у запорожцев в начале-середине XVII века (во всяком случае, они уже были у казаков войска Хмельницкого, но были неширокими) или начале XVIII века (во времена гетманства Мазепы или Скоропадского), а характерную ширину они обрели лишь на протяжении XVIII века; до этого запорожские казаки носили узкие штаны, аналогичные носившиеся поляками и венграми или западноевропейскими шоссами):

Не викоренивши з вітчизняної історії милу серцю шароварщину, ми борсатимемося в архаїчній матні. Як наслідок, це стишуватиме свідомий крок, крок європейської держави, а не азіатської орди. Безперечно, Історія завжди була і залишиться важливішою за моду, але справжнім блюзнірством видається вдягати Історію у бажану національну політику… Як тут не погодитися із Сальвадором Далі: «Поряд з Історією політика – не більше, ніж анекдот».— Сергій Шаменков, ілюстратор військово-історичних видань, скульптор
С Шаменковым соглашается лидер общественного движения «Не будь равнодушным!» Оксана Левкова:

Протидія шароварщині — достовірна демонстрація козаччини справжніми та глибокими дослідниками, які одночасно є художниками та реконструкторами.— Oksana Levkova - Facebook
Олицетворением шароварщины на сцене принято считать ансамбль имени Вирского и народный хор имени Верёвки. Музыковед Олеся Найдюк в своей статье «Український радянський кіч імені Верьовки», опубликованной в статье «Критика», помимо его обозначения в качестве советского феномена, также характеризует его следующим образом: «академизированная (можно даже сказать, гламурная) версия фольклора, имитация, копирование, стилизация — впрочем, очень грамотная и профессиональная» (укр. гламурна версія фольклору, імітування, копіювання, стилізація, – втім дуже грамотна й фахова). В качестве антипримера хору имени Верёвки Найдюк приводит примеры ансамблей народной музыки, исполняющих украинскую народную музыку аутентично — «Древо», «Божичі», «Буття» и «Гуляйгород». Найдюк утверждает, что парадокс китча и шароварщины заключается в том, что несмотря на всестороннее осуждение и критику, он не только «нравится», но и является примером академической рефлексии в рамках общеевропейской истории культуры; приводя в качестве примера Верку Сердючку. То, что шароварщина описывает быт преимущественно украинцев-селян, Найдюк также описывает результатом советской, сталинской идеологией и культурной политикой. Фольклор, творчество крестьян, будучи противопоставленным городской культуре, стал массовой культурой, моделью которого стала советская массовая песня, и одной из форм социализации советского народа и пропаганды идеологии, что и привело к появлению китча. Хор им. Верёвки, а также шароварщина как явление, был спародирован в номере юмористического шоу «Квартал-95», посвящённом поджогу лондонского дома экс-главы Нацбанка Украины Натальи Гонтаревой, произошедшему 17 сентября 2019 года, в результате чего произошёл скандал, а замминистра культуры Украины, Ирина Подоляк написала пост в Фейсбуке и подняла «гипотетический вопрос» о целесообразности финансирования государством подобных ансамблей, названных ею «социалистическим проектом», и помимо вышеперечисленных ансамблей аутентичной украинской музыки, также в качестве примера назвала ансамбль «Гуртоправці». Что характерно, хор имени Верёвки сам принимал участие в этом номере, гонорар, по словам его руководителя, Зеновия Коринца, составил 30 тысяч гривен. Также «Квартал-95» касался темы шароварщины в номерах «Гей, казаки», «Украинская семья глазами россиян» и «Как казаки в Крыму отдыхали».
Другим ярким примером и воплощением шароварщины называют народного певца Михаила Поплавского, у которого шароварщина проявляется во всём — начиная от текстов песен и заканчивая клипами на них. Продюсер Владимир Бебешко называет концерты Поплавского «рагулизмом».
Кроме того, шароварщина присутствует и в выступлениях Волынского, Черниговского и Черкасского народных хоров, театре песни «Джерела», многих академических и любительских ансамблях народной музыки, вплоть до коллективов домов культуры в райцентрах. Тем не менее, многие подобные коллективы ставят своей целью сохранения и популяризации украинской народной музыки, об этом, например, указано в пресс-релизе Всеукраинского фестиваля-конкурса коллективов народного хорового пения имени Порфирия Демуцкого. Также шароварщину используют эстрадные и поп-исполнители, такие как вышеупомянутая Верка Сердючка, или Оксана Пекун. Впрочем, в фольклорных кругах распространено мнение, что именно любительские коллективы, играющие на свадьбах и тому подобных мероприятиях низкопробные псевдонародные мелодии на дешёвых синтезаторах как раз и являются шароварщиной, в то время как коллективы наподобие хора имени Верёвки — высокое искусство, так как его формируют профессионалы с высшим музыкальным образованием.
Многие украинские музыковеды и деятели украинской народной культуры относят к проявлению шароварщины и советского влияния использование в украинской народной музыке ручных гармоник: гармони и баяна, несмотря на то, что они достаточно давно и крепко укоренились в украинской народной культуре.
Геральдист Андрей Гречило, председатель Украинского геральдического общества употребил данный термин в отношении проекта большого герба Украины, выдвигавшегося на конкурс в 1996 и 2020 годах, и признанного 19 ноября 2020 года победителем, хотя он не соответствует правилами и нормам геральдики.
Фронтмен фолк-рок группы «Воплі Відоплясова» Олег Скрипка так характеризует шароварщину и использование народных мотивов в современной украинской музыке:

Украинские фольклорные мотивы присутствуют в нашей музыке уже без малого четверть века. В конце 80-х подобные опыты шли вразрез с модой, за что группа часто подвергалась насмешкам и недопониманию. Сегодня «этно-рок» – мировая тенденция, модный тренд, поэтому с гордостью могу сказать, что «ВВ» в некотором роде опередили свое время. Все наши музыканты глубоко чувствуют украинский фольклор, корни, и своими экспериментами мы всегда старались провести черту между заполонившей постсоветскую сцену «шароварщиной» и настоящей украинской этнической традицией.— Олег Скрипка: Мне очень трудно жить… без сала — № 12 за декабрь 2010 г., газета корчмы «Тарас Бульба»
Антон Мухарский, актёр театра и кино, певец и писатель, более известный под псевдонимом Орест Лютый, в трансляции интернет-издания «Обозреватель. LIVE» высказал мнение, что на Украине шароварщина популярна, помимо её привития в советские годы, из-за «генного сбоя» и бескультурности украинцев в целом.
Большинство представителей украинской интеллигенции сходятся во мнении, что противодействием шароварщине является активная пропаганда и популяризация подлинной украинской народной культуры.

## Критика
Встречаются обвинения в насаждении шароварщины современного украинского государства под видом народной культуры, чем вызывает отторжение ко всему украинскому у молодёжи.
Обвинение СССР и лично Сталина в появлении шароварщины и притеснения подлинной украинской народной культуры является, как минимум, однобоким, так как подобные процессы происходили во всех республиках СССР. Например, в РСФСР 1930-1950-х годов также создавались академические ансамбли народной музыки вроде «Берёзки», ансамбля Игоря Моисеева и других (основанный ещё до революции хор имени Пятницкого в те годы также приобрёл характерное звучание, заодно появилась танцевальная группа под руководством Татьяны Устиновой, хотя с 1989 года хор вновь вернулся к первоначальной аутентичной манере исполнения), пропагандировавшие народную культуру в условиях социалистической идеологии, демонстрируя сплочённость русского народа в составе советского (однако этнолог и методист центра традиционной народной культуры Среднего Урала Вячеслав Печняк, хоть и соглашается с фактом значительного распространения «клюквы» в советские годы, как и Грымалюк в случае с шароварщиной, считает, что корни у неё идут царской России, а точнее, с правления Александра III и тогдашней моды на всё русское; в то же время он отмечает что подобные тенденции прослеживались ещё при правлении Екатерины II). Особенно этот тезис был актуален в послевоенные сталинские годы, во времена борьбы с космополитизмом и смены на уровне идеологии с интернационализма на формирование национального самосознания. Танцевальный репертуар также создавался профессиональными хореографами и балетмейстерами, из-за чего (а также из-за условий, диктуемой сценой) русские народные танцы в сценическом виде также утратили свою аутентичность, и была сделана ставка на зрелищность и выразительность. В отличие от сценической обработки, аутентичные народные танцы, в том числе и русские, носят импровизационный характер (в то же время необходимость многократного исполнения на сцене требует организации исполнителей и закрепление постоянной композиции), и исполняются в кругу близких, для себя, и потому не рассчитаны на широкую аудиторию. Музыка также является либо сильно обработанной народной, либо авторской стилизацией. В своё время, что любопытно, работники культуры идейно боролись против текстов подлинных народных песен (поскольку аутентичный фольклор воспринимался как пережиток прошлого, считался отсталым и «кулацким»), однако терпимо относились к стилизациям под народные песни и романсы, как грибы, расплодившиеся во времена НЭПа, впоследствии в концертном репертуаре ставшие обозначаться как «старинные» песни и романсы. Таким образом ставилась цель уничтожить культурную традицию и фальсифицировать память о народной песне. Из настоящего же фольклора отбиралось наиболее поверхностное и наивное, в частности, довольно снисходительно реагировали на частушки. Вообще музыка, аккомпанирующая народному танцу, содержит лишь основную мелодию, не развивающуюся по мере исполнения танца. Вообще в сценическом воплощении народной культуры выделяется три подхода: обработка аутентичного фольклорного материала с полным его изложением; фантазия на тему фольклорного материала с его частичным изложением; и создание хореографии без видимого обращения к аутентичному фольклорному источнику. Примером первого подхода можно назвать обработку тимони — курского регионального танца, выполненную Устиновой, второго — номера ансамбля Моисеева, а третьего — номера «Берёзки». Как и в случае с украинской шароварщиной, подобная русская народно-сценическая культура распространилась от профессиональных государственных ансамблей к местным любительским (не без участия сельских клубов после окончания Великой Отечественной войны). Здесь уже наблюдается переосмысление не собственно фольклорного первоисточника, а уже его сценической обработки. Зачастую в этих случаях размываются не только региональные особенности танцев>, но, если дело касается танцев других народов, и национальные признаки. Кроме того, разделение участников народных хоров на певцов и танцоров также не соответствует аутентичной русской народной музыке, для которой характерна целостность исполнения и песни, и танца одним человеком. Наибольшего расцвета эта унифицированная народно-сценическая культура получила во времена застоя, доминирует она и сейчас. Сценические костюмы, как и хореография танцев, также создавались людьми, далёкими от народной культуры. В результате этого костюмы на исполнителях народных хоров также имеют мало общего с подлинными, но также выглядят зрелищно и помпезно. К примеру, кокошники приобрели довольно своеобразный вид, нехарактерный для народного костюма, а кроме того, их носят как и девушки, так и замужние и пожилые женщины, хотя в реальности кокошник был атрибутом исключительно девичьего и/или свадебного наряда для невесты. Модельер Вячеслав Зайцев, использовавший элементы русского народного костюма в своих коллекциях и активно популяризующий, в своём открытом письме президенту России написал об угасании русского народного костюма:

Сегодня русский традиционный костюм фактически вытеснен из нашей жизни в музеи и на эстраду, его место занял некий безликий импортный ширпотреб, а отечественные производители одежды и хранители традиций русской старины информационно заблокированы как от широкого потребителя, так и от деловых кругов, то есть от столь необходимых для поддержки нашей национальной культуры инвестиций.
Также в одном интервью он отметил:

В сознание русских людей десятилетиями внедрялось ошибочное представление, будто традиционная русская одежда — это костюмы народных и псевдонародных ансамблей. Расписанные какими-то красными петухами, изуродованные каким-то нелепым «золотым» декором. В общем, безвкусица. Оттого-то мы сейчас и на пепелище — русскую одежду никто не производит и, в общем-то, люди пока что не особо горят желанием её покупать.<…> Это дело, без преувеличения, государственной важности! И касается это не только экономической безопасности страны (ведь одеваясь так, как мы сейчас одеваемся, мы спонсируем кого угодно, только не отечественную легкую промышленность), но и идеологии, и даже политики… И здоровья нации, кстати, тоже. Лен, хлопок, шерсть — то, из чего шьётся традиционный русский костюм, — это ведь не синтетика, в которой тело совсем не дышит…
Дальнейшее развитие эти характеристики получают в т. н. «фолк-шоу», открыто преподносящиеся как коммерческий продукт (несмотря на то, что их участники, как и участники народных хоров и ансамблей аутентичной музыки, являются выпускниками колледжей и институтов культуры), и в которых степень пошлости, безвкусности, гипертрофированной и крикливой зрелищности, упрощённости и шаблонности, искажённо-стереотипного восприятия русского народа, слащавой сентиментальности, «гламурности» и «попсовости» несравненно выше, чем в «официозных» народных хорах и ансамблях народной музыки, а кроме того в фолк-шоу присутствует немалый (как и скрытый, так и открытый) сексуальный элемент, выражающийся в нехарактерной для аутентичной русской культуре непристойности и «соблазнительным» месседжем. Как и народные хоры и подобные им ансамбли народной музыки, фолк-шоу напрямую поддерживаются государством. Не только коллективы народной музыки, существующие с советских времён, но и постсоветские фолк-шоу, как и на Украине, заявляют о «сохранении и пропаганде русского фольклора» в качестве своего кредо. Как и в случае с шароварщиной, в итоге формируется упрощённый, сильно искажённый и рафинированный образ русской народной культуры, мало имеющий общего с реальной. Однако в отличие от Украины, в России такого пристального внимания к аутентичной культуре и противодействию китчу не наблюдается, так как «русскость» в российском обществе ассоциируется прежде всего не с аутентичным, подлинным и посконным, а как нечто имперское, монументальное, роскошное — и лубочное. Подобная парадигма не только не осуждается, но и всецело поддерживается современными российской властью (см. выше) и СМИ, что свидетельствует о кризисе самоопределения и саморепрезентации современного российского общества. Кроме того, доминирование подобного «фолк-китча» объясняется его агрессивностью и склонностью к замене подлинной народной культуры, заводя её на второй план. Его доминирование в России, считают многие этнографы и культурологи, представляет серьёзную опасность для отечественной культуры, которую также возможно побороть путём пропаганды аутентичной и подлинной русской народной культуры и выработке критического отношения к имеющимся результатам (в частности, термин «шароварщина» использует активистка самарского культурного центра «Светлицы» Анастасия Солдатова в своём посте во ВКонтакте, обозначая проблему аутентичного русского народного костюма в современном российском обществе). Впрочем, когда министром культуры РФ был Владимир Мединский, ситуация стала понемногу исправляться. Однако фольклор в целом, как и аутентичный, так и в «академическом» и «попсовом» варианте не сильно популярен среди россиян, поскольку ещё с советских времён, когда народное творчество повсеместно навязывалось, к нему в целом проявляется отвращение и недоверие.
Другим примером изменений, происходивших в советские годы и сказавшиеся на народном костюме и его восприятии, является Беларусь. Белорусский народный сценический костюм также имеет мало чего общего с аутентичным, и также является предельно лубочным и зрелищным. Со временем дизайнеры и модельеры, разрабатывавшие подобные костюмы вместо собственно народных костюмов стали переосмысливать уже созданные к тому моменту примеры костюмов сценических, таким образом окончательно разорвав связь с народной традицией. Помимо своего основного предназначения: ношения участниками ансамблей народной музыки, они используются в официальных мероприятиях (например, встречах иностранных делегаций хлебом-солью), выставляются на международных выставках и даже красуются на коробках кондитерских изделий.
Также в пример можно привести Казахстан. Среди вышеперечисленных подходов второму следуют ансамбли «Салтанат» и «Шалкыма», а третьему — «Наз» и «Гульдер». В свою очередь, среди ансамблей, исполняющих аутентичную казахскую народную музыку, можно назвать «Алтынай», организованный О. Всеволодской-Голушкевич при музее этнографии Казахстана, занимаясь в том числе реконструкцией.
Зеновий Коринец так охарактеризовал культурный уровень руководимого им хора имени Верёвки:

…важно показать высокое качество и в то же время открыть новую страницу в деятельности коллектива. Как бы то ни было, Анатолий Тимофеевич [Авдиевский] 50 лет руководил хором, пережил вместе с ним разные эпохи, причем не только художественные, но и политические. Ведь в свое время хор был создан как идеологический коллектив.

В Советском Союзе идеология была на первом месте. Идеология, на мой взгляд, это культура, это жизнь нации. Хотелось бы, чтобы и в нашей современной державе она была на первом месте, но, увы, идеология у нас сегодня даже не на втором плане, а, думаю, где-то еще дальше.— [Юлия Кацун]. Хор имени Веревки: шароварщина или национальное достояние? (22 октября 2019). Дата обращения: 31 июля 2021.
Комментируя пародию Квартала-95, Коринец отметил, что не считает выступление антиукраинским и отмечает, что его и коллектив хора «заверили, что это такой стеб. Они (Квартал-95) же со всех стебутся», однако выразил переживание о возможных беспорядках на концертах после номера Квартала-95.